# Michael Kuhr
Michael „Mike“ Kuhr (* 26. Februar 1962 in West-Berlin) ist ein ehemaliger deutscher Kickboxer. Der sechsfache Weltmeister betreibt seit seinem Karriereende 1994 einen Sicherheitsdienst. Er ist Beisitzer im Bundesvorstand des Vereins Werteunion.

## Leben
Michael Kuhr wurde als Sohn des Ehepaars Wolfgang und Traute Kuhr, geb. Nitschke, geboren. Er ließ sich zum Briefzusteller ausbilden und stand zwischen 1978 und 1995 zunächst als Beamter des Landes Berlin und ab dem 3. Oktober 1990 als Bundesbeamter im Dienst der Deutschen Bundespost. 1995 schied er aus gesundheitlichen Gründen aus dem Postdienst aus. Ab 1982 arbeitete er nebenberuflich in der Sicherheitsbranche und gründete 1994 in Berlin sein eigenes Sicherheitsunternehmen, Kuhr Security. Er gilt als strikter Verfechter einer engen Zusammenarbeit mit der Polizei. So arbeitete er in Berlin mit der Besondere Aufbauorganisation (BAO) „Türsteher“ des LKA Berlin zusammen. Die Einheit hatte im Januar 2001 rund um Discos, Gaststätten und Bordelle dem organisierten Verbrechen den Kampf angesagt.
Mit dem Kickboxen begann Kuhr 1974. Mit dem Gewinn der Vizeweltmeisterschaft 1979 rückte er an die Weltspitze und nahm in der Folge durchgehend an allen namhaften Wettbewerben erfolgreich teil. Kuhr wurde als Amateur zehnmal Deutscher Meister, viermal Europameister und 1985 Weltmeister der WAKO. Nach seinem Wechsel in das Profilager wurde er 1990 erster deutscher Profi-Kickbox-Weltmeister. Zwischen 1990 und 1994 war er Weltmeister der Weltverbände WAKO-PRO, PKO, ISKA und IKBF. 1994 beendete er aus gesundheitlichen Gründen als amtierender Profi-Weltmeister seine aktive Laufbahn. Wegen seiner sportlichen Erfolge wurde er in die WAKO Deutschland Hall of Fame aufgenommen. Parallel dazu nahm er an Bundesliga Wettkämpfen im Amateurboxen für Alba Berlin teil.
Kuhr und sein Türsteherteam waren unter anderem in Dokumentationen auf 3sat sowie in den Fernsehsendungen Galileo und Explosiv – Das Magazin zu sehen.
Aufgrund von Kuhrs Aussage konnte der bewaffnete Raubüberfall im Hotel Grand Hyatt am Potsdamer Platz vom 6. März 2010 während Europas größtem Pokerturnier, der European Poker Tour, aufgeklärt werden. Im Gerichtsverfahren im September 2010 identifizierte Kuhr einen der Brüder aus dem Abou-Chaker-Clan aus Neukölln als den Drahtzieher des Pokerraubes. Nachdem im Frühjahr 2012 beim Berliner LKA ein Hinweis auf einen Mordauftrag gegen Kuhr einging, bestellte die Mordkommission als Präventionsmaßnahmen die zwei ranghöchsten Brüder des Abou-Chaker-Clans zur Gefährderansprache ins Polizeirevier. Die Staatsanwaltschaft stellte das Verfahren wegen versuchter Anstiftung zum Mord nach einem halben Jahr ein.

## Erfolge
Amateur
- 10 × Deutscher Amateur-Kickbox-Meister
- Europameister: 1980, 1981, 1983, 1986
- Vizeweltmeister: 1979, 1983
- Weltmeister: 1985 (WAKO)[10]

Profi
- 1990: erster Deutscher Profi-Kickbox-Weltmeister bis 60 kg[11]
- 1990–1994: Weltmeister als Profi-Kickboxer der Weltverbände WAKO-PRO, PKO, ISKA, IKBF